# Telitromicina
La telitromicina es el primer cetólido antibiótico de uso clínico, y se comercializa como Ketek. Se emplea para tratar la neumonía adquirida comunitaria de baja o moderada severidad. Se patentó en 1994 y fue aprobado para uso médico en 2001. Los usos aprobados del fármaco se restringieron drásticamente al principio de 2007, al surgir importantes dudas sobre su seguridad.
La telitromicina es un derivado  semisintético de la eritromicina. Se produce mediante la sustitución de una cetona por  cladinosa y la adición de un anillo de carbamato en el anillo de lactona. El anillo de carbamato también cuenta con un residuo alquilo-arilo. Además, el carbono en la posición 6 está metilado, al igual que en la claritromicina, para conseguir que el compuesto sea más estable en el ambiente ácido del estómago, lo que facilita la administración por vía oral.

## Efectos secundarios
La mayoría de los efectos secundarios adversos son gastrointestinales e incluyen diarrea, náuseas, dolor abdominal y vómitos. También se pueden dar dolores de cabeza y pérdida del sentido del gusto. Otros efectos menos comunes son palpitaciones, visión borrosa, y sarpullidos. La telotromicina también puede causar intervalos QT prolongados.
En marzo de 2006 salió a la luz un informe sobre la hepatotoxicidad del medicamento, un efecto secundario poco común pero especialmente severo: de los tres casos descritos, uno fue de hepatitis temporal, mientras que en otro de ellos el paciente tuvo que recibir un trasplante y el tercero tuvo como resultado la muerte del paciente.
En los Estados Unidos, la oficina de Epidemiología y Vigilancia de la FDA identificó doce casos de fallo hepático, que se saldaron con cuatro muertes, y otros veintitrés casos de serios daños hepáticos agudos entre los 5,2 millones de pacientes que tomaron telitromicina durante abril de 2006.
En 2010, se publicó un mecanismo probable que explicaba tanto la hepatotoxicidad como los problemas de visión y el agravamiento de la miastenia gravis también observados durante el consumo de telitromicina. Según este estudio, la piridina que forma parte de la molécula de telitrominica actúa como un antagonista de los receptores colinérgicos ubicados en la unión neuromuscular, el ganglio ciliar del ojo y el nervio vago en el hígado.  Otros antibióticos macrólidos, como la azitromicina, la  claritromicina y el fluorocetólido solitromicina, no contienen la piridina y no antagonizan dichos receptores.

## Mecanismo de acción
La telitromicina interfiere con el proceso de síntesis de proteínas de las bacterias, impidiendo así su desarrollo. Al unirse a la subunidad 50S del ribosoma procariota, bloquea el crecimiento de la cadena polipeptídica. La afinidad de la telitromicina por la subunidad 50S es unas diez veces mayor que la de la eritromicina. Además, es capaz de formar un enlace fuerte con dos dominios diferentes del ARN ribosomal 23S presente en la subunidad, mientras  sque otros macrólidos presentan una unión comparable con solo uno de los dominios y un enlace más débil con el otro. Al igual que otros inhibidores de la síntesis de proteínas, la telitromicina es capaz de interferir con la formación de las subunidades ribosomales 50S y 30S.

## Farmacología
Al contrario que la eritromicina, la telitromicina es estable en un pH ácido, gracias a la metilación del carbono 6 y, por tanto, puede ser consumida por vía oral sin que el jugo gástrico descomponga la molécula. Tras una absorción bastante rápida se difunde a diversos tejidos y alcanza una alta concentración en fagocitos, que la transportan al foco de infección donde se libera en grandes cantidades durante la fagocitosis. La concentración de telitromicina en los tejidos es mucho más alta que en el plasma. 
La telitromicina se usa en casos de resistencia microbiana a otros macrólidos y parece ser eficaz para tratar la neumonía causada por estreptococos resistentes a los macrólidos. La característica clave de los cetólidos que los diferencia de los macrólidos es la ausencia del azúcar neutro, L-cladinosa, de la posición 3 del anillo macrólido, y la oxidación posterior del grupo 3-hidroxilo a una cetona.

## Metabolismo
La telitromicina se metaboliza principalmente en el hígado, siendo la bilis el medio principal de eliminación, aunque se excreta también en la orina en menor proporción. Alrededor de un tercio se excreta sin metabolizar. La vida media de la telitromicina  es de aproximadamente diez horas.

## Posología
La telitromicina se administra por vía oral en forma de pastillas. La dosis estándar es de dos pastillas de 400 mg diarias, consumidas al mismo tiempo con o sin alimentos.

## Historia
La Compañía farmacéutica francesa Hoechst Marion Roussel, conocida posteriormente como Sanofi-Aventis, empezó las fases I y III de las pruebas clínicas de la telitromicina en 1998. La Comisión Europea aprobó su uso en julio de 2001 y salió a la venta en octubre de 2001. En los Estados Unidos, la  Administración de Alimentos y Medicamentos (FDA) aprobó el medicamento alrededor del 1 de abril de 2004.
En enero de 2006 apareció un estudio en Annals of Internal Medicine que sugería que Ketek causaba problemas de hígado con mayor frecuencia de la esperada con un antibiótico de uso común. En junio del mismo año, el periódico New York Times publicó que, según David Graham, un empleado de la oficina de seguridad de la FDA, no se había probado la seguridad de la telitromicina y su aprobación para uso médico era una equivocación. Graham urgía que el fármaco se retirara del mercado.
El Comité del Congreso de Energía y Comercio realizó una audiencia para investigar estas alegaciones y concluyó que en uno de los ensayos clínicos de Sanofi-Aventis, en el que tomaron parte 24 000 pacientes, se habían falsificado los datos en unos 400 casos. Como resultado, la doctora Maria Anne Krikman Capmbell ingresó en prisión por fraude. Documentos internos de Sanofi-Aventis mostraban que la compañía tenía dudas  sobre los datos de Campbell pero ocultaron sus preocupaciones a la FDA hasta los inspectores de la agencia descubrieron el problema independientemente.

### Restricciones
En febrero de 2007, después de una discusión en el comité consejero y un voto al respecto en diciembre de 2006, la FDA anunció una revisión al etiquetado de Ketek. Los cambios consistieron en la retirada de dos indicaciones de uso, en casos sinusitis bacterial aguda e infecciones bacterianas en casos de bronquitis crónica. La agencia consideró que los  beneficios del  fármaco para estas indicaciones no compensaban los riesgos del uso. Ketek permaneció en el mercado para el tratamiento de neumonía bacterial de intensidad suave o moderada adquirida fuera de hospitales o instalaciones sanitarias. Además, el etiquetado del producto tuvo que incluir un aviso sobre el riesgo de efectos secundarios graves o incluso mortales. El aviso advertía de que Ketek no debía utilizarse en pacientes con miastenia gravis, una enfermedad que causa debilidad muscular. Tras esta decisión, Sanofi-Aventis retiró el fármaco en los Estados Unidos.
En Europa, la Agencia Europea de Medicamentos actualizó las condiciones de uso del medicamento, publicadas en una nota de prensa en marzo de 2007.